# 난도 곤살레스
페르난도 곤살레스 발렌시아가(스페인어: Fernando González Valenciaga; 1921년 2월 1일, 바스크 주 게초 ~ 1988년 1월 3일, 바스크 주 빌바오)는 난도(스페인어: Nando)로 잘 알려진 전 축구 선수로, 1950년 FIFA 월드컵에 참가했다.